# Greg Oden
Gregory Wayne Oden, Jr. (Buffalo, New York, 22. siječnja 1988.) američki je profesionalni košarkaš. Igra na poziciji centra, a trenutačno je član NBA momčadi Portland Trail Blazersa. Izabran je u 1. krugu (1. ukupno) NBA drafta 2007. od strane istoimene momčadi. Zbog mikrofrakture koljena, Oden je propustio cijelu rookie sezonu. 

## Karijera

### Rani život
Oden je rođen u Buffalu, drugom najvećem gradu u državi New York. Kada je imao devet godina, zajedno se s obitelji preselio u grad Terre Haute, u saveznu državu Indiana. Pohađao je srednju školu "Lawrence North High School", koju je predvodio do tri naslova za redom i 45 pobjeda u nizu. Oden je 2005. najboljim srednjoškolskim igračem (dijelio je nagradu s Montom Ellisom) proglašen u magazinu Parade, a dobio je i nagradu za Gatorade najboljeg srednjoškolskog igrača, čime je postao prvi junior od LeBrona Jamesa kojemu je to pošlo za rukom. Iste nagrade zaslužio je i u svojoj zadnjoj srednjoškolskoj sezoni, s tim da je tad uvršten i u McDonald’s All-American momčad te je igrao All-American susret najboljih srednjoškolaca u državi.

### Sveučilište
Oden je sa srednjoškolskim kolegom Mikeom Conleyem Juniorom otišao na sveučilište Ohio State. Početak svoje prve i jedine NCAA sezone propustio je nakon što je u lipnju 2006. operirao ručni zglob na desnoj ruci, a zbog toga je jedno vrijeme ujedno i morao šutirati s lijevom rukom. Prvu sveučilišnu utakmicu odigrao je početkom prosinca 2006. kad je protiv Valparaisa ubilježio 14 poena, 10 skokova i pet blokada. Ipak, unatoč problemima koji su ga pratili Oden je sezonu završio kao prvi strijelac, skakač i bloker svoje momčadi. Od sveučilišnih nagrada valja istaknuti da je proglašen najboljim freshmanom i obrambenim igračem Big Ten konferencije, te je uvršten u prvu momčad svoje konferencije.
Oden je odveo do Ohio State do NCAA finala protiv Florida Gatorsa, ali njegova momčad je u okršaju za naslov poražena sa 75:84. U toj utakmici, Oden je dominirao je u reketu, a za 38 minuta upisao 25 koševa (šut iz igre 10/15), 12 skokova i četiri blokade. 

### NBA
Oden je izabran kao 1. izbor NBA drafta 2007. od strane Portland Trail Blazersa. 14. rujna 2007., Oden je podvrgnut operaciji mikrofrakture desnog koljena. Zbog toga je propustio cijelu prvu NBA sezonu. Svoju drugu sezonu započeo je kao rookie, jer u prvoj sezoni nije odigrao niti jednu službenu NBA utakmicu. Nakon što je godinu dana proveo izvan parkete, Oden je napokon zaigrao u NBA ligi, ali je na parketu proziv Lakersa proveo samo nepunih 13 minuta prije nego što je zadobio ozljedu desnog stopala. Promašio je prije toga sve četiri lopte koje je šutirao, ali je imao 5 skokova. 12. rujna 2008., Oden se vratio na parkete i protiv Miami Heata ubacio svoje prve poene u NBA. 19. siječnja 2009., Oden je u pobjedi Blazersa protiv Milwaukee Bucksa 102–85 postigao rekordnih 24 poena uz 15 skokova. 12. veljače 2009., klub je objavio da je Oden protiv Golden State Warriors ponovo ozljedio desno koljeno, te će izbivati tri tjedna s parketa.

## NBA statistika

#### Regularni dio
| Godina    | Klub     | Odig. uta. | Uta. poč. | Min. | 2P%  | 3P%  | Sl. bac.% | Skok. | Asist. | Ukr. lop. | Blok. | Poena |
| --------- | -------- | ---------- | --------- | ---- | ---- | ---- | --------- | ----- | ------ | --------- | ----- | ----- |
| 2008./09. | Portland | 61         | 39        | 21.5 | .564 | .000 | .637      | 7.0   | .5     | .4        | 1.1   | 8.9   |
| Ukupno    |          | 61         | 39        | 21.5 | .564 | .000 | .637      | 7.0   | .5     | .4        | 1.1   | 8.9   |

#### Doigravanje
| Godina    | Klub     | Odig. uta. | Uta. poč. | Min. | 2P%  | 3P%  | Sl. bac.% | Skok. | Asist. | Ukr. lop. | Blok. | Poena |
| --------- | -------- | ---------- | --------- | ---- | ---- | ---- | --------- | ----- | ------ | --------- | ----- | ----- |
| 2008./09. | Portland | 6          | 0         | 16.0 | .524 | .000 | .667      | 4.3   | .0     | .3        | 1.0   | 5.0   |
| Ukupno    |          | 6          | 0         | 16.0 | .524 | .000 | .667      | 4.3   | .0     | .3        | 1.0   | 5.0   |

## Vanjske poveznice
- Profil na NBA.com
- Profil na Ohio State
- Profil na ESPN.com

| Prethodnik:     | Prvi izbor NBA drafta NBA draft 2007. | Nasljednik:  |
| Andrea Bargnani | Prvi izbor NBA drafta NBA draft 2007. | Derrick Rose |